# Le Cercle magique
Le Cercle magique est un tableau peint par John William Waterhouse vers 1886. Il mesure 183 cm de haut sur 127 cm de large. Il est conservé à la Tate Britain à Londres. Il est acquis par la Tate Gallery dès 1886 pour 650 £.

## Description
La magie, la sorcellerie et les prophéties sont des thèmes courants dans les œuvres de Waterhouse. Dans ses œuvres, plusieurs femmes sont vues comme des enchanteresses (Circé offrant la coupe à Ulysse, Hylas et les Nymphes ou bien encore La Dame de Shalott). Ses œuvres intègrent des sujets du Moyen-Orient, et il s’inspire d’artistes contemporains comme Lawrence Alma-Tadema ou encore John Frederick Lewis. Cette œuvre reflète la fascination du peintre pour l’exotisme. 
La femme représentée sur le tableau est probablement une sorcière ou une prêtresse, et est peut-être dotée de pouvoirs magiques tels que le pouvoir de prophétie. Son apparence est assez hétéroclite : elle a le teint basané d’une femme du Moyen-Orient, sa coupe de cheveux est celle d’une femme anglo-saxonne, et sa robe a des motifs de guerriers grecs ou persans. Dans sa main gauche elle tient une faucille en forme de croissant, ce qui la lie à la lune et à Hécate, la déesse de la lune dans la mythologie grecque. Elle tient une baguette magique dans sa main droite et semble tracer un cercle protecteur autour d’elle. Hors du cercle, le paysage semble désert et stérile ; un groupe de corbeaux et une grenouille - symboles du mal, associés à la sorcellerie - sont exclus. Au contraire, dans le cercle, on observe des fleurs, et la femme elle-même, qui représentent la beauté.

## Commentaires
Le sens du tableau n’est pas très clair, mais le mystère et l’exotisme qui l’entourent touchent une corde sensible chez les observateurs contemporains. Quand le tableau a été exposé à l’Académie Royale en 1886, un critique du Magazine of Art a écrit : « Mr Waterhouse, dans Le Cercle Magique, donne toujours le meilleur de lui-même - original dans la conception et pictural dans ses résultats ».